# تومي هيراكين جاكسون
تومي هيراكين جاكسون (بالإنجليزية: Tommy Hurricane Jackson)‏ كان ملاكم أمريكي صنّف ضمن فئة الوزن الثقيل.

## إحصائيات
خاض خلال مسيرته 44 نزالا، فاز في 35 وتعادل في 1 وخسر في 9. فاز بالضربة القاضية في 16 نزالا.